# Moderförsamling
Moderförsamling är inom Svenska kyrkan den församling, som anses som huvudförsamling i ett pastorat med flera församlingar och där pastoratets kyrkoherde hör hemma och där prästgården liksom pastorsexpeditionen vanligen ligger.
Övriga församlingar kallas sedan 1659 traditionellt för annexförsamlingar eller bara "annex" och om präster finns där är de komministrar eller pastorsadjunkter.